# Krigsåret 1965

## Pågående krig
- Kongokrisen (1960-1965)

- Vietnamkriget (1959-1975)[1]
  - Sydvietnam och USA på ena sidan
  - Nordvietnam på andra sidan
- Indonesisk-malaysiska konflikten 1963-1966
  - Malaysia på ena sidan
  - Indonesien på andra sidan
- Indo-pakistanska kriget 1965

## Händelser

### Februari
- 7 - USA anfaller Nordvietnam och vänstergerillan FNL:s näste i Laos med stridsflyg.

### November
- 14 - USA anfaller Nordvietnams armé i Slaget vid Ia Drang.

### Fotnoter
1. ↑  ”World Statesmen”. http://www.worldstatesmen.org/WARS.html. Läst 28 juni 2011.